# آنوم باندی
آنوم باندی (به انگلیسی: Anum Bandey) (زادهٔ ۲۲ مارس ۱۹۹۶) شناگر اهل پاکستان است.